# Welzl von Wellenheim

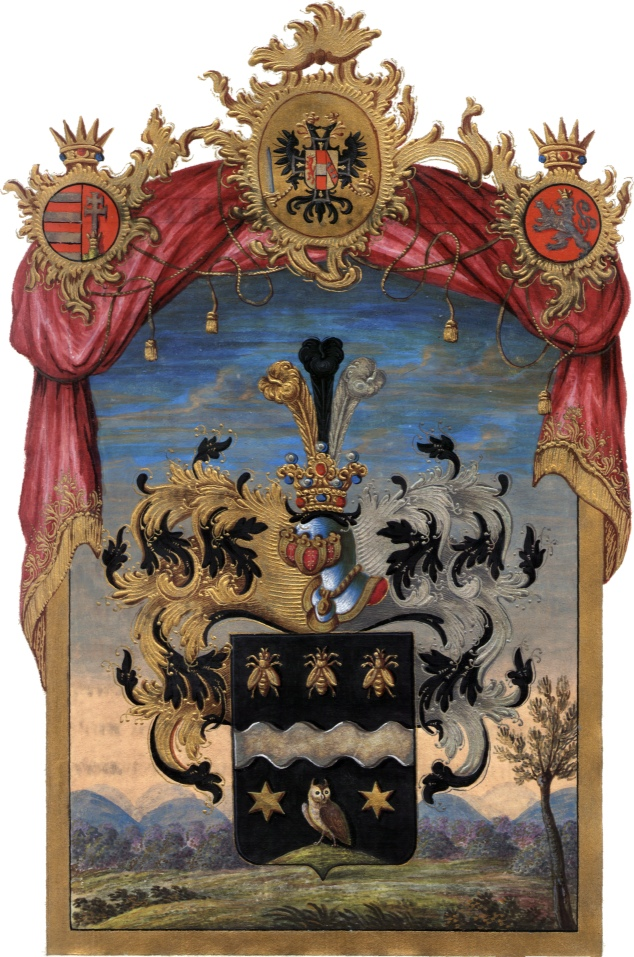
Das Wappen der Welzl v. Wellenheim im Adelsdiplom vom 1. Februar 1808.

Welzl von Wellenheim ist der Name eines österreichischen Adelsgeschlechts, dessen direkte Stammreihe mit dem Inspektor und Buchhalter des Leopold Graf Kolowrat-Krakowsky, Ferdinand Welzl (* 1743 in Hroby, Böhmen; † 1808 in Wien) beginnt.

## Adelserhebung
Erhebung am 1. Februar 1808 in Wien in den erbländischen erblichen Adelstand mit dem Namen „Welzl von Wellenheim“ für Leopold Welzl, österreichischer k.k. Hofrat.

## Verwandtschaft
Francisca Welzl von Wellenheim heiratete 1818  Johann Georg Walcher (1785–1854), Oberbuchhalter der privilegirten österreichischen Nationalbank, der 1854 mit dem Prädikat „von Molthein“ geadelt wurde. Ein Enkel der beiden, Alfred Walcher von Molthein (1867–1928), heiratete 1893 Anselma Welzl von Wellenheim (1866–1945) und hatte ebenfalls Nachkommen.

## Wappen
Aufrechter schwarzer Schild mit einem wellenweise gezogenen silbernen Querbalken, in dessen Haupt drei goldene Bienen, in dessen Fuße auf grünem Grund eine natürliche Nachteule, beseitet von zwei goldenen Sternen, zu sehen ist. Auf dem Schilde ruht ein gekrönter rechts gekehrter Turnierhelm, aus dessen Krone drei Straußenfedern, eine schwarze zwischen goldener und silberner, emporwallen. Die Decken ist zu beiden Seiten schwarz, rechts mit Gold, links mit Silber unterlegt.

## Namensträger
- Leopold Welzl von Wellenheim (1773–1848), österreichischer k.k. Hofrat sowie Münz- und Medaillensammler (Numismatiker) in Wien.
- Wilhelm Johann Michael Welzl von Wellenheim (1799–1858), Hoftaxator[3]
- Cajus Augustus Welzl von Wellenheim (* 22. April 1806 in Wien; † 31. März 1888 in Krems an der Donau)[4], kaiserlicher Rath, k.k. Oberfinanzrat und Lotto-Direktor in Mailand[5]